# Three Wishes (Spyro Gyra)
Three Wishes è il quattordicesimo album in studio del gruppo musicale statunitense Spyro Gyra, pubblicato il 12 marzo 1992.

## Tracce
1. Pipo's Song (Julio Fernandez) – 4:53
2. Introduction to Breathless (Jay Beckenstein) – 1:05
3. Breathless (Jay Beckenstein) – 5:19
4. Introduction to Real Time (Dave Samuels) – 0:22
5. Real Time (Dave Samuels) – 3:56
6. Jennifer's Lullaby (Jay Beckenstein) – 5:40
7. Whitewater (Jay Beckenstein) – 6:12
8. Inside Your Love (Jeremy Wall) – 4:07
9. Nothing to Lose (Jay Beckenstein/Julio Fernandez) – 5:03
10. Three Wishes (Jay Beckenstein) – 4:47
11. Gliding (Jay Beckenstein/Dave Samuels) – 4:50
12. Cabana Carioca (Jeremy Wall) – 5:18
13. Rollercoaster (Tom Schuman) – 4:29
14. Three Wishes Reprise (Jay Beckenstein) – 1:41

Jennifer's Lullaby è dedicata alla memoria di Stan Getz.

## Formazione
- Jay Beckenstein – sassofoni
- Tom Schuman – tastiere
- Julio Fernandez – chitarra
- Joel Rosenblatt – batteria
- Scott Ambush – basso
- Dave Samuels – marimba, vibrafono